# Pardosa tappaensis
Pardosa tappaensis là một loài nhện trong họ Lycosidae.
Loài này thuộc chi Pardosa. Pardosa tappaensis được Pawan U. Gajbe miêu tả năm 2004.